# Медаль Дарвина
Медаль Дарвина (англ. Darwin Medal) — ежегодная награда Лондонского королевского общества за выдающиеся достижения в биологии и тех областях науки, в которых работал Чарлз Дарвин.
Серебряная медаль вручается с 1890 года вместе с наградой в размере 2000 фунтов стерлингов — гражданину Великобритании или Содружества, или проживавшему там 3 последних года до номинации. Первым лауреатом медали стал выдающийся биолог Альфред Рассел Уоллес, независимо от Дарвина разработавший теорию эволюции путём естественного отбора. До 2018 года эта медаль присуждалась раз в два года.

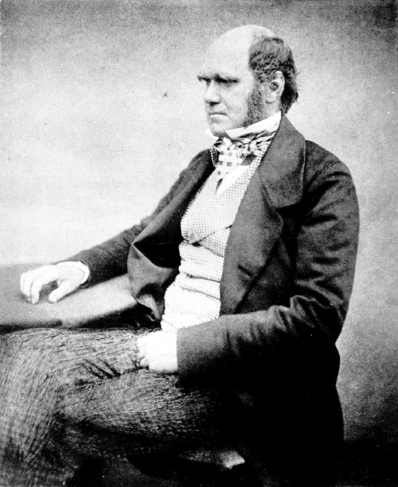
Чарлз Дарвин, в честь которого названа медаль

## Лауреаты
| Год  | Лауреат                                                 | Обоснование награды |
| ---- | ------------------------------------------------------- | --- |
| 1890 | Альфред Рассел Уоллес (1823—1913)                       | За независимое создание теории происхождения видов путём естественного отбора. Оригинальный текст (англ.)For his independent origination of the theory of the origin of species by natural selection. |
| 1892 | Джозеф Долтон Гукер (1817—1911)                         | За важный вклад в систематическую ботанику, и особенно за тесное сотрудничество с Чарльзом Дарвином в исследованиях, предшествующих созданию «Происхождения видов». Оригинальный текст (англ.)On account of his important contributions to the progress of systematic botany, as evidenced by the «Genera Plantarum» and the «Flora Indica»; but more especially on account of his intimate association with Mr. Darwin in the studies preliminary to the «Origin of Species». |
| 1894 | Томас Генри Гексли (1825—1895)                          | За его исследования в области сравнительной анатомии, и особенно за тесное сотрудничество с мистером Дарвином в связи с «Происхождением видов». Прославился как ярый защитник эволюционной теории Чарльза Дарвина.Оригинальный текст (англ.)For his researches in comparative anatomy, and especially for his intimate association with Mr. Darwin in relation to the «Origin of Species». |
| 1896 | Джованни Баттиста Грасси (1854—1925)                    | За его исследования о цикле развития и общественном устройстве у Termitidae, и исследования о эмбриологическом соответствии между лептоцефалом и речным угрём и другими муреновыми. Оригинальный текст (англ.)For his researches on the life history and societies of the Termitidae, and on the developmental relationship between Leptocephalus and the common eel and other muraenidae. |
| 1898 | Карл Пирсон (1857—1936)                                 | За его работу о количественной интерпретации биологических проблем. Оригинальный текст (англ.)For his work on the quantitative treatment of biological problems. |
| 1900 | Эрнст Геккель (1834—1919)                               | За его продолжительную и [sic!] очень важную работу в зоологии, которая вся была вдохновлена духом дарвинизма. Оригинальный текст (англ.)For his long-continued and [sic] highly important work in zoology all of which has been inspired by the spirit of Darwinism. |
| 1902 | Фрэнсис Гальтон (1822—1911)                             | За его обширный вклад в точное изучение наследственности и изменчивости, внесенный им в «Hereditary Genius», «Natural Inheritance», и других работах. Оригинальный текст (англ.)For his numerous contributions to the exact study of heredity & variation contained in «Hereditary Genius», «Natural Inheritance», and other writings. |
| 1904 | Уильям Бэтсон (1861—1926)                               | За его важный вклад в теорию органической эволюции в исследованиях о изменчивости и наследственности. Оригинальный текст (англ.)For his important contribution to the theory of organic evolution by his researches on variation and heredity. |
| 1906 | Хуго Де Фриз (1848—1935)                                | На основании значимости и масштаба его экспериментальных исследований о наследственности и изменчивости. Оригинальный текст (англ.)On the ground of the significance and extent of his experimental investigations in heredity & Variation. |
| 1908 | Август Вейсман (1834—1914)                              | На основании его выдающихся заслуг в защите эволюционного учения путём естественного отбора. Оригинальный текст (англ.)On the ground of his eminent services in support of the doctrine of evolution by means of natural selection. |
| 1910 | Роланд Тримен (1840—1916)                               | На основании его биономических исследований, свершению которых поспособствовала переписка с Чарлзом Дарвином. Оригинальный текст (англ.)On the ground of his South African bionomic researches, in large part undertaken as the outcome of correspondence with Charles Darwin. |
| 1912 | Фрэнсис Дарвин (1848—1925), сын Чарлза Дарвина, ботаник | На основании его совместной работы с Чарлзом Дарвином, и его исследований в физиологии растений. Оригинальный текст (англ.)On the ground of his work in conjunction with Charles Darwin, and his researches in vegetable physiology. |
| 1914 | Эдвард Бэгнол Пультон (1856—1943)                       | На основании его исследований о наследственности. Оригинальный текст (англ.)On the ground of his researches in heredity. |
| 1916 | Ив Делаж (1854—1920)                                    | На основании исследований в зоологии и биологии. Оригинальный текст (англ.)On the ground of researches in zoology and biology. |
| 1918 | Генри Фэрфилд Осборн (1857—1935)                        | За его ценные исследования о морфологии и палеонтологии позвоночных. Оригинальный текст (англ.)For his valuable researches on vertebrate morphology and palaeontology. |
| 1920 | Роуленд Биффен (1874—1949)                              | На основании его работы о научных принципах, которые могут быть применены в выращивании растений. Оригинальный текст (англ.)On the ground of his work on scientific principles applied to the breeding of plants. |
| 1922 | Реджинальд Паннет (1875—1967)                           | За его исследования в генетике. Оригинальный текст (англ.)For his researches in the science of genetics. |
| 1924 | Томас Хант Морган (1866—1945)                           | За его важную работу в зоологии и особенно за исследования о наследственности и цитологии. Оригинальный текст (англ.)For his valuable work in zoology and more especially his researches on heredity and cytology. |
| 1926 | Дьюкинфилд Генри Скотт (1854—1934)                      | За его вклад в палеоботанику, особенно за вклад в изучение каменноугольного периода. Оригинальный текст (англ.)For his contributions to palaeophytology, particularly in relation to the period of coal. |
| 1928 | Леонард Кокейн (1855—1934)                              | За его выдающийся вклад в экологию растений. Оригинальный текст (англ.)For the eminence of his contributions to ecological botany. |
| 1930 | Иоганнес Шмидт                                          | За его работу в длительных океанографических экспедициях; и за его исследования генетики животных и растений. Оригинальный текст (англ.)For his work on extended oceanographical expeditions; and for his genetic studies in animals and plants. |
| 1932 | Карл Корренс (1864—1933)                                | Как одному из трех независимо открывших работы Менделя; и за его выдающиеся исследования в генетике. Оригинальный текст (англ.)As one of the three independent discoverers of Mendels publications; and for his distinguished researches in genetics. |
| 1934 | Альберт Чарльз Сьюард (1863—1941)                       | В знак признания его работы как палеоботаника. Оригинальный текст (англ.)In recognition of his work as a palaeobotanist. |
| 1936 | Эдгар Джонсон Аллен                                     | За продолжительную работу по продвижению морской биологии не только благодаря его собственным исследованиям, но и за то большое влияние, которое он оказал на весьма многочисленные исследования в Плимуте.Оригинальный текст (англ.)In recognition of his long continued work for the advancement of marine biology, not only by his own researches but by the great influence he has exerted on very numerous investigations at Plymouth. |
| 1938 | Фредерик Бoуэр (1855—1948)                              | В знак признания его отличительной работы на ниве, где трудился сам Дарвин Оригинальный текст (англ.)In recognition of his work of acknowledged distinction in the field in which Darwin himself laboured. |
| 1940 | Джеймс Питер Хилл                                       | За его вклад в решение проблем, касающихся взаимоотношений основных групп млекопитающих и филогенетической истории приматов, предмета, которым очень интересовался сам Чарльз Дарвин.Оригинальный текст (англ.)For his contributions to the solution of problems bearing on the inter-relationships of the main groups of the Mammalia and on the phylogenetic history of the primates, a subject with which Charles Darwin himself was much concerned. |
| 1942 | Дейвид Мередит Сирс Уотсон (1886—1973)                  | В знак признания его исследований древних рыб и амфибий, которые позволили значительно продвинуться в знаниях об эволюции этих групп животных.Оригинальный текст (англ.)In recognition of his researches on primitive fishes and amphibians which have much advanced the knowledge of the evolution of these groups of animals. |
| 1944 | Джон Стэнли Гардинер                                    | В знак признания его работы по коралловым рифам и организмам, связанным с таковыми средами обитания.Оригинальный текст (англ.)In recognition of his work on coral reefs and on the organisms associated with such habitats. |
| 1946 | Д’Арси Томпсон (1860—1948)                              | В знак признания его выдающегося вклада в биологию развития. Оригинальный текст (англ.)In recognition of his outstanding contributions to the development of biology. |
| 1948 | Рональд Эйлмер Фишер (1890—1962)                        | В знак признания выдающегося вклада учёного в теорию естестественного отбора, концепцию его генного комплекса и эволюцию доминирования.Оригинальный текст (англ.)In recognition of his distinguished contributions to the theory of natural selection, the concept of its gene complex and the evolution of dominance. |
| 1950 | Феликс Ойген Фрич                                       | За его выдающийся вклад в изучение альгологии. Оригинальный текст (англ.)For his distinguished contributions to the study of algology. |
| 1952 | Джон Бёрдон Сандерсон Холдейн (1892—1964)               | В знак признания того, что он положил начало современному этапу изучения эволюции популяций.Оригинальный текст (англ.)In recognition of his initiation of the modern phase of the study of the evolution of living populations. |
| 1954 | Эдмунд Бриско Форд                                      | В знак признания его выдающегося вклада в генетическую теорию эволюции путем естественного отбора, особенно в естественных популяциях.Оригинальный текст (англ.)In recognition of his distinguished contributions to the genetical theory of evolution by natural selection, particularly in natural populations. |
| 1956 | Джулиан Хаксли (1887—1975)                              | В знак признания его выдающегося вклада в изучение и теорию эволюции. Оригинальный текст (англ.)In recognition of his distinguished contributions to the study and theory of evolution. |
| 1958 | Гэвин де Бир                                            | В знак признания его выдающегося вклада в эволюционную биологию. Оригинальный текст (англ.)In recognition of his distinguished contributions to evolutionary biology. |
| 1960 | Эдред Джон Генри Корнер (1906—1996)                     | В знак признания его выдающихся и поразительно оригинальных ботанических трудов по тропическим лесам.Оригинальный текст (англ.)In recognition of his distinguished and strikingly original botanical work in tropical forests. |
| 1962 | Джордж Гейлорд Симпсон (1902—1984)                      | За выдающийся вклад в общую теорию эволюции, основанную на глубоком изучении палеонтологии, в частности позвоночных. Оригинальный текст (англ.)In recognition of his distinguished contributions to general evolutionary theory, based on a profound study of palaeontology, particularly of vertebrates. |
| 1964 | Кеннет Матер                                            | В знак признания его выдающегося вклада в знания цитологии и генетики.Оригинальный текст (англ.)In recognition of his distinguished contributions to knowledge of cytology and genetics. |
| 1966 | Гарольд Манро Фокс                                      | За выдающийся и обширный вклад в области зоологии беспозвоночных и в наше понимание общих биологических явлений.Оригинальный текст (англ.)In recognition of his distinguished and extensive contributions in the field of invertebrate zoology and to our understanding of general biological phenomena. |
| 1968 | Морис Янг                                               | В знак признания его выдающегося вклада в эволюционную биологию, особенно моллюсков.Оригинальный текст (англ.)In recognition of his many distinguished contributions to evolutionary biology, particularly of the mollusca. |
| 1970 | Чарлз Сазерленд Элтон (1900—1991)                       | Оригинальный текст (англ.)In recognition of the basic concepts he has contributed to the study of animal ecology which, with his foundation of the Bureau of Animal Population, have had international impact. |
| 1972 | Дэвид Лэк (1910—1973)                                   | В знак признания его выдающегося и весомого вклада в орнитологию и в понимание эволюционных механизмов. Оригинальный текст (англ.)In recognition of his distinguished and numerous contributions to ornithology and to our understanding of evolutionary mechanisms. |
| 1974 | Филип Макдоналд Шеппард (1921—1976)                     | В знак признания выдающейся работы учёного по изучению и описанию действия естественного отбора в природных популяциях бабочек, доказывающей его генетическую природу. Оригинальный текст (англ.)In recognition of his outstanding work on natural populations of butterflies, describing and explaining the operation of natural selection and demonstrating the genetic basis upon which selection operates. |
| 1976 | Шарлотта Ауэрбах                                        | Оригинальный текст (англ.)In recognition of her discovery of and continuing work on chemical mutagenesis. |
| 1978 | Гвидо Понтекорво                                        | За открытие соматической рекомбинации у грибов, которое позволило прояснить важный тип генетической изменчивости. Оригинальный текст (англ.)In recognition of his discovery of somatic recombination in fungi which led to the elucidation of an important type of genetic variation. |
| 1980 | Сьюэл Райт (1889—1988)                                  | В знак признания его выдающегося вклада в генетику и эволюционную теорию. Оригинальный текст (англ.)In recognition of his outstanding contributions to genetics and evolutionary theory. |
| 1982 | Джон Хеслоп-Харрисон и Йоланд Хеслоп-Харрисон           | В знак признания их значительного вклада в физиологию растений, включая фундаментальные исследования о насекомоядных растениях, в основном, их совместный вклад. Оригинальный текст (англ.)In recognition of their major contributions to plant physiology including fundamental studies on insectivorous plants, much of this research carried out jointly. |
| 1984 | Эрнст Майр (1905—2005)                                  | В знак признания его выдающегося вклада в эволюционную биологию. Оригинальный текст (англ.)In recognition of his distinguished contributions to evolutionary biology. |
| 1986 | Джон Мейнард Смит (1920—2004)                           | В знак его исключительных достижений в объединении математики с биологии, уточнившем наше понимание эволюции, в особенности эволюции пола. Оригинальный текст (англ.)In recognition of his outstanding success in combining mathematics with biology to enhance our understanding of evolution, in particular the evolution of sex. |
| 1988 | Уильям Дональд Гамильтон (1936—2000)                    | В знак признания его выдающихся работ по теории эволюции. Его вклад — теория родственного отбора, объясняющая альтруистическое поведение. А также теоретическая демонстрация связи между сопротивляемостью болезням и эволюцией пола. Оригинальный текст (англ.)In recognition of his distinguished work on evolutionary theory. His contributions include the theory of kin selction to account for altruistic behaviour and the theoretical demonstration of a link between disease resistance and the evolution of sex. |
| 1990 | Джон Харпер                                             | За его изучение популяционной биологии и эволюции растений, которое значительно улучшило понимание адаптации растений к окружающей среде. Оригинальный текст (англ.)For his research on the population biology and evolution of plants which has greatly improved understanding of the adaptation of plants to their environment. |
| 1992 | Мотоо Кимура (1924—1994)                                | Отмечен за его работы по молекулярной эволюции, в частности, за роль случайных событий в определении скорости эволюции. Оригинальный текст (англ.)Distinguished for his work on molecular evolution, in particular on the role of stochastic events in determining the rate of evolution. |
| 1994 | Питер Лоренс                                            | Оригинальный текст (англ.)In recognition of his analysis of pattern formation during insect segmentation, and of his contribution to understanding how genetic processes specify spatial information. |
| 1996 | Джон Салстон (р. 1942)                                  | В знак признания его лидерства в изучении геномного анализа, который может оказать глубокое влияние на всю биологию. Оригинальный текст (англ.)In recognition of his leadership in the study of genome analysis with the potential to have a profound impact on the whole of biology. |
| 1998 | Michael Denis Gale и Graham Moore                       | В знак признания их работы по изучению структуры и эволюции генома злаков, которая произвела революцию в генетике злаков, показав, что генетику различных злаков можно рассматривать в общих рамках. Оригинальный текст (англ.)In recognition of their work on cereal genome organization and evolution which has revolutionized cereal genetics by showing that the genetics of all the different cereals can be considered in a common framework. |
| 2000 | Brian Charlesworth                                      | В знак признания его выдающейся работы по отбору в популяциях с возрастной структурой, распространению теории на эволюцию старения и проверке теорий накопления мутаций и плейотропии. За разработку моделей эволюции генетических систем, включая пол и рекомбинацию, инбридинг и аутбридинг, отдельные полы и половые хромосомы, нарушение сегрегации и повторяющаяся ДНК. Его работа отличается сочетанием острой теоретической работы с экспериментальным анализом. Оригинальный текст (англ.)In recognition of his distinguished work on selection in age-structured populations, extending the theory to the evolution of ageing, and testing the theories of mutation accumulation and pleiotropy, developing models for the evolution of genetic systems, including sex and recombination, inbreeding and outbreeding, separate sexes and sex chromosomes, segregation distortion and repetitive DNA. His work is notable for the combination of incisive theoretical work with experimental analysis. |
| 2002 | Питер Рэймонд Грант и Розмари Грант                     | За фундаментальную работу по экологии, размножению и эволюции давриновых вьюрков на Галапагосских островах. Эта работа стала классическим примером дарвиновской эволюции в дикой природе. Оригинальный текст (англ.)For their fundamental work on the ecology, breeding and evolution of Darwins finches on the Galapagos islands. This work has become the classic example of Darwinian evolution in the wild. |
| 2004 | Enrico Coen и Rosemary Carpenter                        | За их новаторские открытия в области контроля над развитием цветов. Они объединили молекулярные и генетические подходы, чтобы ответить на некоторые ключевые вопросы Дарвина о естественных вариациях формы цветка и эволюции развития цветков. Оригинальный текст (англ.)For their ground-breaking discoveries about the control of flower development. They have combined molecular and genetic approaches to answer some of Darwins key questions about the natural variation of floral form and the evolution of floral development. |
| 2006 | Nick Barton                                             | За его значительный и обширный вклад в эволюционную биологию, характеризующийся применением сложного математического анализа, но сосредоточенный на развитии биологических знаний, а не математических тонкостях. Оригинальный текст (англ.)For his major and extensive contributions to evolutionary biology, characterised by the application of sophisticated mathematical analysis but focussed on developing biological understanding rather than mathematical niceties. |
| 2008 | Geoff Parker                                            | За тот вклад, который был им внесен на протяжении всей жизни, в основание и развитие поведенческой экологии, в частности для понимания эволюционных адаптаций и их последствий для естественных популяций. Оригинальный текст (англ.)For his lifetime contribution to the foundations and development of behavioural ecology, in particular for understanding evolutionary adaptations and their consequences for natural populations. |
| 2010 | Bryan Clarke                                            | За его оригинальный и важный вклад в наше понимание генетических основ эволюции. Оригинальный текст (англ.)For his original and influential contributions to our understanding of the genetic basis of evolution. |
| 2012 | Tim Clutton-Brock                                       | За выдающуюся работу о разнообразии сообществ животных и демонстрацию их влияния на эволюцию репродуктивных стратегий, работу отбора и динамику популяций. Оригинальный текст (англ.)For his outstanding work on the diversity of animal societies and demonstration of their effects on the evolution of reproductive strategies, the operation of selection and the dynamics of populations. |
| 2014 | Джон Сазерленд                                          | За его новую и убедительную работу по химии пребиотиков, в частности за решение центральной проблемы синтеза нуклеозидов. Оригинальный текст (англ.)For his novel and convincing work on prebiotic chemistry, in particular his solution to the central problem of nucleoside synthesis |
| 2016 | Кэролайн Дин                                            | За ее работу, посвященную фундаментальным вопросам восприятия температурных сигналов и тому, какую важную роль в адаптации играют модификации эпигенетических механизмов.Оригинальный текст (англ.)For her work addressing fundamental questions in the perception of temperature cues and how modifications in epigenetic mechanisms play an important role in adaptation |
| 2018 | William George Hill                                     | За его вклад в наше понимание генетики количественных признаков и ответ на отбор. Оригинальный текст (англ.)For his contribution to our understanding of the genetics of quantitative traits and response to selection. |
| 2019 | Peter Holland (zoologist)                               | Оригинальный текст (англ.)For his work with many organisms and genes elucidating key aspects of how changes in the genome influence evolution of animal development. |
| 2020 | Роберт Мартинссен                                       | Оригинальный текст (англ.)For outstanding contributions to genetics and epigenetics, including defining the role of RNA interference in inherited gene silencing and in genomic stability in the germ line. |
| 2021 | Дольф Шлютер                                            | Оригинальный текст (англ.)For major and fundamental contributions to the understanding of the how species originate, adaptive radiations develop, and geographical patterns of biodiversity emerge and are maintained. |
| 2022 | Martin Embley                                           | Оригинальный текст (англ.)For his fundamental, paradigm-changing contributions to the understanding of mitochondrial endosymbiosis and the origins of eukaryotes in a new two-domain tree of life. |
| 2023 | Peter Campbell                                          | Оригинальный текст (англ.)For his pioneering contributions to somatic evolution, including some of the most creative and influential studies of evolution in cancer and normal tissues. |
| 2024 | Paul M. Sharp                                           | Оригинальный текст (англ.)For his work addressing the origins and evolution of HIV and the malaria parasite Plasmodium. |